# Loxostege jaliscalis
Loxostege jaliscalis là một loài bướm đêm trong họ Crambidae.